# Wolvercote Cemetery

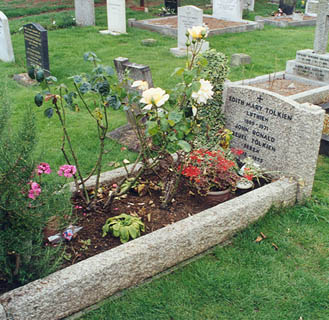
La tomba di J. R. R. e Edith Tolkien

Il Wolvercote Cemetery è un cimitero nei pressi di Oxford, nel sobborgo di Wolvercote, in Inghilterra, lungo la Banbury Road. È stato aperto nel 1889 ed è diviso in aree separate dedicate alla sepoltura di ebrei, musulmani e cristiani. Vi sono seppelliti molti russi, polacchi e altri est europei che non appartengono alle parrocchie di Oxford. Il cimitero ha una cappella, un parcheggio e la toilette. Vicino alla cappella è disposta un'area per la sepoltura delle salme cremate. Nel retro del cimitero vi è inoltre un'area dedicata alle sepolture verdi e un'altra dedicata ai nati morti e ai bambini. Il cimitero viene ancora utilizzato e vi sono state seppellite più di 15.000 persone.

## Sepolture illustri
Le seguenti persone sono state seppellite al Wolvercote Cemetery; fra loro, molti sono stati accademici della Oxford University.
- Isaiah Berlin (1909–1997), filosofo;
- Edmund John Bowen (1898–1980), chimico;
- Jaroslav Černý (1898-1970), egittologo e professore di egittologia della Oxford University;
- Sir Thomas Chapman (1846-1919), settimo Baronetto di Westmeath (Irlanda), e Sarah Junner, genitori di Thomas Edward Lawrence;
- Elizabeth Aston (1948 - 2016), scrittrice;
- Albert Hourani (1915–1993), professore di storia del Medio Oriente;
- Elizabeth Jennings (1926-2001), poetessa;
- Peter Laslett (1915–2001), storico;
- James Legge (1815-1897), sinologo scozzese e primo professore di lingua cinese di Oxford;
- Eleanor Constance Lodge (1869-1936), storica;
- Paul Maas (1880-1964), filologo classico e bizantino;
- James Murray (1837–1915), lessicografo e filologista, uno dei principali redattori dell'Oxford English Dictionary;
- Dimitri Obolensky (1918-2001), principe russo e docente di Oxford;
- David Patterson (1922-2005), docente di Oxford e studioso dell'ebraismo;
- John Stokes (1915–1990), preside del Queen's College, Hong Kong;
- John Ronald Reuel Tolkien (1892–1973), autore e accademico, assieme alla moglie Edith Mary Bratt (1889-1971);
- John Francis Reuel Tolkien (1917–2003), primogenito di J. R. R. Tolkien;
- Dino Vittorio Marcellinus Toso (1969–2008), ingegnere.